# I Could Be the One
"I Could Be the One" (em português: Eu poderia ser aquela) é uma canção do DJ sueco Avicii e do DJ holandês Nicky Romero, com vocais não creditados da cantora sueca Noonie Bao. O single foi lançado digitalmente na Suécia e nos Países Baixos em 26 de dezembro de 2012. A faixa alcançou o terceiro lugar na parada de singles sueca. Internacionalmente, atingiu o topo das paradas na Hungria e no Reino Unido, e entrou no top 10 na Austrália, Bélgica, República Tcheca, Dinamarca, Finlândia, Países Baixos, Noruega e Irlanda. Além disso, figurou no top 20 das paradas na Áustria e Nova Zelândia.

## História e lançamento
Antes de seu lançamento oficial, a faixa passou por várias mudanças de nome. Inicialmente sem título, foi tocada pela primeira vez por Avicii no evento Super Glow no DC Armory, em Washington, EUA, em 18 de novembro de 2011. Posteriormente, recebeu o título provisório de "Nicktim", uma combinação dos primeiros nomes dos dois produtores (Nick Rotteveel e Tim Bergling). A versão instrumental continha um sample da música "D.A.N.C.E." da banda Justice, que foi removido na versão final.
Um ano depois, uma versão vocal da faixa foi apresentada em 4 de novembro de 2012 no podcast "LE7ELS" de Avicii, e uma semana depois no podcast "Protocol Radio" de Nicky Romero. Após o processo de masterização completa, eles decidiram pelo nome "I Could Be the One (Nicktim)", com os artistas creditados como Avicii vs Nicky Romero.
Em 2017, a vocalista e compositora da faixa, Noonie Bao, revelou ao Spotify que, apesar de ter trabalhado na música e em outra faixa do álbum True de 2013, ela nunca havia conhecido Avicii pessoalmente até alguns anos depois.

## Videoclipe
O videoclipe que acompanha o lançamento de "I Could Be the One" foi lançado no YouTube em 24 de dezembro de 2012, com uma duração total de 4 minutos e 46 segundos. Dirigido por Peter Huang, o clipe ganhou o primeiro prêmio de melhor videoclipe não-europeu no Young Director Award de 2013, em Cannes.
O vídeo é estrelado por Inessa Frantowski, que interpreta uma mulher que trabalha em um escritório. Simu Liu também aparece como um de seus colegas de trabalho. Ela claramente odeia seu emprego, sua rotina matinal e a atitude dos colegas. Em seguida, a personagem é vista acordando em um quarto ao lado de um preservativo usado e um homem na cama com ela. Quando abre as portas de seu quarto, vê uma varanda com vista para uma praia paradisíaca. Ela encontra uma lista de afazeres, com a única tarefa sendo "não dar a mínima". A partir daí, são mostradas várias cenas dela se divertindo: caminhando na praia e destruindo o castelo de areia de uma menina (enquanto mostra o dedo do meio para a criança), comendo diversos pratos em um restaurante antes de beijar o garçom, e dançando em uma boate com um homem antes de ter relações com ele em um iate. Logo depois, ela acorda em seu próprio apartamento, revelando que tudo não passava de um sonho. Ela vai a um terapeuta, que apenas lhe receita "mais pílulas". De volta ao escritório, sentada em sua mesa, escuta as conversas monótonas de seus colegas. Por fim, ela perde o controle, começa a destruir o escritório, jogando papéis pelo ar, quebrando uma máquina de fax, insultando e agredindo alguns colegas antes de fugir. Ao sair pela porta do escritório, na cena final, ela reserva uma passagem só de ida para Barbados pelo telefone. Quando corre pela rua em direção ao seu carro, é atropelada por uma van de entrega, com o nome "2Late"(algo como "tarde demais" em português) estampado. Não se sabe se ela sobrevive.

## Formatos das faixas e versões remix
| Descarga digital |                                                  |         |  |
| N.º              | Título                                           | Duração |  |
| 1.               | "I Could Be the One" (Nicktim) Radio Edit)       | 3:28    |  |
| 2.               | "I Could Be the One" (Nicktim) Instrumental Mix) | 7:35    |  |
| 3.               | "I Could Be the One" (Nicktim) Original Mix)     | 7:35    |  |
| 4.               | "I Could Be the One" (Nicktim) Audrio Remix)     | 7:16    |  |
| 5.               | "I Could Be the One" (Nicktim) Didrick Remix)    |         |  |

## Desempenho nas paradas
| Parada (2012)                                   | Melhor Posição |
| ----------------------------------------------- | -------------- |
| Albânia (NRG TOP50)                             | 7              |
| Áustria (Ö3 Austria Top 75)                     | 15             |
| Bélgica (Ultratop 50 de Flandres)               | 15             |
| Bélgica (Ultratop 50 da Valônia)                | 49             |
| Canadá (Canadian Hot 100)                       | 86             |
| República Checa (Rádio Top 100)                 | 24             |
| Dinamarca (Hitlisten)                           | 20             |
| Finlândia (Suomen virallinen lista)             | 12             |
| França (SNEP)                                   | 25             |
| O campo songid é OBRIGATÓRIO PARA PARADA ALEMÃ  | 44             |
| Hungria (Dance Top 40)                          | 27             |
| Hungria (Rádiós Top 40)                         | 39             |
| Irlanda (IRMA)                                  | 3              |
| Países Baixos (Dutch Top 40)                    | 17             |
| Noruega (VG-lista)                              | 14             |
| Eslováquia (Rádio Top 100)                      | 98             |
| Suécia (Sverigetopplistan)                      | 3              |
| Suíça (Schweizer Hitparade)                     | 26             |
| Estados Unidos (Billboard Hot Dance Club Songs) | 44             |

## Histórico de lançamento
| Região      | Data                    | Formato          | Gravadora             |
| ----------- | ----------------------- | ---------------- | --------------------- |
| Suécia      | 26 de dezembro de 2012  | Download digital | Universal Music Group |
| Reino Unido | 10 de fevereiro de 2013 | Download digital | Universal Music Group |